# Distretto di Hekou
Il distretto di Hekou (河口区S, Hékǒu QūP) è un distretto della Cina, situato nella provincia dello Shandong e amministrato dalla prefettura di Dongying.